# Sompa (Jõhvi)
Sompa − wieś w Estonii, w prowincji Virumaa Wschodnia, w gminie Jõhvi.